# طلب ترشيح
يشترط تقديم طلب ترشيح في بعض الولايات القضائية، لا سيما في الولايات المتحدة الأمريكية، لكي يتمكن المرشح المستقل أو المرشح من خارج الأحزاب الرئيسية من الترشح لخوض الانتخابات. عادةً ما ينص التشريع على تقديم عدد معين من التوقيعات الصحيحة حتى يتمكن المرشح من خوض الانتخابات. وبالتالي، فمن الضروري جمع المزيد من التوقيعات «الأولية» (ربما ضعف العدد الذي ينص عليه الشرط القانوني) حتى يضمن خوض الانتخابات، حيث إن بعض التوقيعات قد تكون غير مقروءة، أو غير مكتملة، أو من أفراد غير مسجلين في قوائم الناخبين، أو أفراد من خارج الدائرة الانتخابية للمرشح، أو قد تكون غير صحيحة لأي سبب آخر. وأحيانًا يساعد مقدمو الطلبات المدفوعة في جمع التوقيعات.
عادةً ما تحدد السلطة الانتخابية (على سبيل المثال لجنة الانتخابات) شكل طلب الترشيح وقد تنص الصياغة، على سبيل المثال، على «نحن الناخبون المؤهلون في الدائرة التي يسعى المرشح أعلاه الترشح أو الانتخاب بها __________ الموقعون أدناه أو على الوجه الآخر من هذه الصفحة، نلتمس بموجب هذا التماساً من الشخص المذكور أعلاه أن يصبح مرشحاً للمنصب المذكور أعلاه في الانتخابات العامة التي ستجرى في يوم _____ من _____ ، 20__، وقد قدمنا طلبًا آخر لطبع اسمه على بطاقات الاقتراع الرسمية لاستخدامها في الانتخابات».